# Burebista
Burebista (romunsko Burebista, antično grško Βυρεβίστας [Burebístas] in Βοιρεβίστας [Boirebístas]), kralj  Dačanov in Getov, ki je prvi združil dačanska plemena in jim vladal od leta 82 do 44 pr. n. št., * ni znano, † 44 pr. n. št..
Vodil je plenilske in  osvajalske pohode v srednjo in jugovzhodno Evropo in podjarmil večino sosednjih plemen. Po umoru v notranji zaroti je njegov imperij razpadel na več manjših držav.

## Prve omembe
Burebista omenjajo samo trije ohranjeni antični viri: Strabonova Geographica 7.3.5, 7.3.11 in 16.2.39 (kot Byrebistas in Boirebistas), Jordanesova Getica 67 (kot Buruista) in marmorni napis, ki so ga odkrili v Balčiku v Bolgariji in je sedaj razstavljen v bolgarskem Nacionalnem zgodovinskem muzeju v Sofiji. Na napisu je rarglas meščanov Dionizopola, sedanjega Balčika, o Akornionu, ki je bil napisan okoli leta 48 pr. n. št..

## Razvoj Burebistove države
Razvoj gospodarstva v 3.-2. stoletju pr. n. št., ki je temeljilo na latenski kulturi, je preko plemenskih zvez omogočil utrditev politične moči posameznikov. Takšne regionalne zveze je mogoče najti tudi med transilvanskimi Dačani pod vlado Rubobosta,  Moldavci in vlaškimi Geti. Burebista je bil prvi vladar, ki je združil dačanska in getska plemena.
Burebistova plemenska zveza je bila verjetno šibko centralizirana država z vojaško organizacijo, podobno tistim v helenističnih kraljestvih. Natančna stopnja centralizacije je vprašljiva. Arheologi, med njimi K. Lockyear, zanikajo obstoj države, ker arheološke najdbe kažejo veliko regionalno raznolikost s samo nekaj trendi, značilnimi za vse ozemlje. Drugi arheologi, med njimi A. Diaconescu, temu ugovarjajo in trdijo, da je bila na celotnem ozemlju centralizirana politična struktura.
Med Burebistovo vladavino se je domnevno začelo razvijati tudi sužnjelastništvo, podobno tistemu v Rimu in antični Grčiji. Večino dela so kljub temu opravili svobodnjaki.
Strabon piše, da je Burebista dosegel popolno poslušnost svojih plemen s pomočjo čarovnika in vedeževalca Dekaneja, ki se je svoje obrti izučil v Egiptu. Poslušnost ljudi je bila tako popolna, da so bili pripravljeni posekati svoje vinograde in se odreči vinu. Jordanes poleg tega trdi, da je imel svečenik "skoraj kraljevo moč" in da je Gotom (Getom) razlagal tako imenovane  "belaginske zakone". Poučeval je tudi etiko, filozofijo in znanost, vključno s fiziko in astronomijo.
V osrčju Burebiastovega cesarstva, gorovju Orăștie, je na vzpetinah zgradil sistem kamnitih utrdb. Najpomembnejše so bile v sedanjih vaseh Costești, Blidaru, Piatra Roșie in Bănița in spadajo v Unescovo svetovno kulturno dediščino.

## Osvajanja in zunanja politika
Burabista je vodil osvajalsko politiko. Leta 60/59 pr. n. št. je napadel in pokoril keltski plemeni Bojev in Tavriskov, ki sta bili naseljeni ob srednji Donavi v sedanji Slovaški. Po letu 55 pr. n. št. in verjetno pred letom 48 pr. n. št. je osvojil obalo Črnega morja in podjarmil vse grške trdnjave med Olbijo in Apolonijo in obdonavsko ravnino vse do Balkana.  Strabon omenja tudi njegove pohode proti skupini Keltov, ki so živeli na ozemlju med Tračani in Iliri, verjetno proti Skordiskom.
Edini grški polis, s katerim je imel dobre odnose, je bil Dionizopol, sedanji Balčik v Bolgariji. Iz napisa, ki so ga odkrili v tem mestu, je bil meščan Akornion Burebistov glavni svetovalec (πρῶτοσφίλος [prõtofílos], dobesedno "prvi prijatelj").
Burebistov imperij se je na višku njegove moči raztezal od sedanjih slovaških Karpatov do Balkana in od srednje Donave do Črnega morja. Strabon trdi, da so Geti v vojnem času lahko zbrali do 200.000 vojakov. Številka je malo verjetna in verjetno pomeni število vseh za vojsko sposobnih moških in ne števila vojakov. Burebista je bil zaradi vdorov preko Donave in plenjenja rimskih mest vse do Trakije, Makedonije in Ilirije, verjetno velik rimski sovražnik. 
V državljanski vojni med Cezarjem in Pompejem se je leta 48 pr. n. št. postavil na Pompejevo stran in mu za ambasadorja in vojaškega svetovalca poslal Akorniona. Cezar se mu je po svoji zmagi nameraval maščevati in proti njemu poslati svoje legije. Načrt je preprečil Cezarjev umor 15. marca 44 pr. n. št..

## Smrt
Dačanska plemenska aristokracija, ki je čutila, da bo Burebistova centralizirana država zmanjšala njihovo moč, ga je v zaroti umorila. Cesarstvo je po njegovi smrti razpadlo na več šibkih kraljestev. Izjema je bila njegovo jedro okoli gorovja Orăștie. Ko je cesar Avgust poslal svojo vojsko proti Getom, je bila nekdanja Burebistova država razdeljena na štiri države.

## Zapuščina
V Romuniji je režim Nicolaeja Ceaușesca za uveljavljanje legitimnosti svoje oblasti od leta 1970 uporabljal nacionalistično in vprašljivo razlago antične dačanske zgodovine. Na velikega osvajalca Burebista so zato gledali samo kot na zedinitelja dačanskih plemen. 
Romunska vlada je leta 1980 organizirala proslavo ob 2050. obletnici  ustanovitve "zedinjene in centralizirane" Burebistove dačanske države, delala primerjave s Ceaușescovo Romunijo in razglasila neprekinjen obstoj države od Burebista do Ceaușesca. V tisku se je pisalo o podobnostih med Burebisto in Ceaușescom in celo priznani zgodovinarji, med njimi Ion Horațiu Crișan, so govorili o Burebistu na podoben način kot Ceaușescovi partijski aktivisti. 
Leta 1980 je bil po Burebistovem življenjepisu posnet tudi film. 